# Morghābād
Morghābād (persiska: مرغ آباد) är en ort i Iran.   Den ligger i provinsen Hamadan, i den nordvästra delen av landet, 200 km väster om huvudstaden Teheran. Morghābād ligger 1 723 meter över havet och antalet invånare är 216.
Terrängen runt Morghābād är platt åt sydväst, men åt nordost är den kuperad. Terrängen runt Morghābād sluttar söderut.Runt Morghābād är det ganska glesbefolkat, med 42 invånare per kvadratkilometer. Närmaste större samhälle är Shanjūr, 15,5 km nordväst om Morghābād. Trakten runt Morghābād består i huvudsak av gräsmarker.